# Драбкин, Гильяри Моисеевич
Гилья́ри Моисе́евич Дра́бкин (23 декабря 1922, Могилёв — 27 июня 2014) — советский и российский физик, доктор физико-математических наук, профессор ПИЯФ РАН, лауреат Государственной премии СССР, участник Великой Отечественной войны, награждён медалями. Является одним из основателей школы поляризованных нейтронов и нейтронных исследований конденсированного состояния в России.

## Биография
Родился в Могилёве в семье таксатора. В 1924 году семья переехала в Витебск. В 1940 году окончил среднюю школу и в 1941 году поступил в Ленинградский политехнический институт. В тот же год был призван в армию, находился на Ленинградском фронте, был тяжело ранен и уволен из армии по ранению в 1942 году. В том же году поступил в Томский институт инженеров железнодорожного транспорта, в 1943 году перевёлся в Московский авиационно-технологический институт; с 1945 года — студент ЛПИ им. М. И. Калинина, который окончил с отличием в 1948 году.
Был направлен на работу в оборонную промышленность, где работал инженером, старшим инженером, старшим научным сотрудником. В 1957 году был переведён на работу в ФТИ АН СССР. С 1958 года — кандидат физико-математических наук, с 1970 года — доктор физико-математических наук. Был заведующим лабораторией надмолекулярных структур ПИЯФ АН СССР.

## Вклад в науку
После защиты кандидатской диссертации по ядерной изомерии в 1958 году, в преддверии пуска реактора ВВР-М занялся организацией нейтронных исследований в ПИЯФ. Им была предложена идея исследования магнетиков методом рассеяния поляризованных нейтронов. В 1962 году Драбкиным был предложен новый тип нейтронного спектрометра на основе спинового резонанса в стационарных пространственно периодических магнитных полях, реализованный в дифрактометрах малоуглового рассеяния. Совместно с воспитанным коллективом была развита нейтронно-оптическая техника, созданы установки малоуглового рассеяния и проведены широкие исследования фазовых переходов и доменообразования в магнетиках. Развитые методики 3-мерного анализа поляризации и исследования магнитной текстуры придали малоугловому рассеянию совершенно новые возможности исследования магнитной мезоструктуры и спиновой динамики магнитных сплавов и феррожидкостей. Один из используемых в настоящее время нейтронных спин-флипперов носит название флиппер Драбкина.
Помимо рассеяния поляризованных нейтронов Г. М. Драбкин развивал и другие методы исследования структуры различных материалов. Широко известны работы по изучению диффузии в растворах оптическими методами, радиочастотные исследования фазовых переходов, исследования надмолекулярных комплексов методами флуктуационной спектроскопии, исследования полимеров и биологических объектов.
Гильяри Моисеевич Драбкин руководил сектором исследования конденсированного состояния (ИКС) около 30 лет. Созданный им ещё в 60-е годы совместно с С. В. Малеевым экспериментально-теоретический тандем и сейчас имеет широкое признание как в России, так и во всём мире. В коллективе воспитано более 30 кандидатов наук, 6 докторов, 4 лауреата Государственной премии СССР и России. Является автором и соавтором более 125 публикаций и 6 изобретений.
В последнее время работал в Берлинском центре материалов и энергии имени Гельмгольца. Был занят проблемами стохастических резонансов.

## Семья
Был женат на Лидии Емельяновне Драбкиной (Быковой). Имел двух дочерей.